# Josh Henderson
Joshua Baret Henderson (Dallas, 25 oktober 1981) is een Amerikaans acteur en zanger.
Josh Henderson werd geboren als zoon van Mark Anthony Gray en Sharon Lea Henderson. Door een aandoening die Heterochromia iridis heet, heeft hij één blauw en één groen oog.
Henderson werd bekend door zijn deelname aan het tweede seizoen van de Amerikaanse versie van Popstars. Hierdoor maakte hij deel uit van de groep Scene 23, een popgroep die uiteen viel na een onsuccesvolle cd.
Na rollen in onder andere The Girl Next Door, 8 Simple Rules en Over There, kreeg Henderson in 2006 een rol in het derde seizoen van Desperate Housewives, waarin hij de rol van Austin McCann vertolkte.
In 2012 neemt hij de rol van John Ross Ewing III op in Dallas.

## Selecte filmografie
- Popstars (2001)
- Maybe It's Me (2002)
- Do Over (2002)
- Newton (film) (2003)
- Leeches! (2003)
- She Spies (2003)
- One on One (2002-2003)
- The Girl Next Door (2004)
- The Ashlee Simpson Show (2004)
- North Shore (2004)
- 8 Simple Rules for Dating My Teenage Daughter (2005)
- Rodney (2005)
- Over There (2005)
- Yours, Mine and Ours (2005)
- Broken Bridges (2006)
- Step Up (2006)
- Desperate Housewives (2006-2007)
- Fingerprints (2007)
- There's Something About Ashley (2007)
- April Fool's Day (2008)
- 90210 (2008)
- The jerk theory (2009)

- Biblioteca Nacional de España: XX5406540
- Bibliothèque nationale de France: cb15771465f (data)
- Gemeinsame Normdatei: 103627120X
- International Standard Name Identifier: 0000 0001 1466 7437
- Library of Congress Control Number: no2006079515
- MusicBrainz: 81af11e0-b68e-4abf-b166-28c5674abcf1
- Nederlandse Thesaurus van Auteursnamen: 393459225
- Virtual International Authority File: 5260164
- WorldCat: E39PBJmhMDqWjHGp9cCkyTD8YP